# Otto Hahn (critique)
Pour les articles homonymes, voir Otto Hahn et Hahn.
Otto Hahn, né le 6 décembre 1928 à Vienne (Autriche) et mort le 19 mars 1996 à Paris, est un critique d'art et essayiste français.

## Biographie
Apatride, comme ses parents d'origine hongroise et ses trois frères, Otto Hahn quitte Vienne avec sa famille, à cause de ses origines juives, pour se réfugier en France en 1937. Il apprend rapidement à parler la langue française, sans accent, tout comme il parle couramment le hongrois et l'allemand. Il a de bonnes notions de yiddish. Pendant la Seconde Guerre mondiale, la famille Hahn est contrainte de quitter Paris et se cache dans la Sarthe.
Il entreprend des études de lettres, puis de philosophie et d'histoire de l'art à l’École du Louvre.
De 1960 à 1965, il collabore en tant que critique littéraire d'abord, critique d'art ensuite, à la revue Les Temps modernes, dirigée par Jean-Paul Sartre et Simone de Beauvoir.
En 1963, il entre en tant que critique d'art au magazine L'Express, alors dirigé par Françoise Giroud. Il est responsable des pages Arts du magazine jusqu'en 1991.
À partir de 1965, il se rend aux États-Unis pour le compte de la galerie Ileana Sonnabend, principale représentante de l'art américain en France au début des années 1960.
De 1969 à 1972, il crée et dirige la revue d'avant-garde VH 101.
Otto Hahn s'intéresse aux mouvements artistiques au moment où ils émergent, ce qui ne l'empêche pas d'accompagner les artistes tout au long de leur vie. Très tôt, il devient un ardent défenseur de l'art conceptuel, du nouveau réalisme, du pop art, de la figuration libre. Dans ses livres, il privilégie souvent la forme de la biographie. Il est le biographe d'artistes du mouvement nouveau réaliste: Les sept vies de César. Arman, mémoires accumulées. Daniel Spoerri. Il écrit également des ouvrages sur Victor Vasarely et Antonin Artaud.

« Dans mes premiers textes, je me pose des questions de méthode: comment relier l'art à la sociologie et à l'évolution de la culture, quels sont les rapports entre la psychologie du créateur et l'œuvre produite. L'étude des individualités, l'étude de l'environnement socio-culturel et du renouvellement des idées forment les trois axes de mon travail. »

— Otto Hahn

## La revueVH 101
VH 101 est une revue créée et dirigée par le critique d'art Otto Hahn, consacrée aux expérimentations artistiques d’avant-garde et au modernisme.
VH 101 développe une réflexion sur l’engagement artistique vis-à-vis de la société et rassemble des intellectuels des milieux artistiques, littéraires et philosophiques pendant cette période où la France est traversée par un bouillonnement culturel. Les articles ont une forme très moderne. Parfois ce sont des interviews, des notes, parfois, les artistes proposent des textes ou des collaborations[réf. souhaitée].
La revue publie neuf numéros, entre le printemps 1970 et l’hiver 1972 :
- VH 101 numéro 1[4] - printemps 1970 : Otto Hahn, Peter Handke, Andy Warhol, Martial Raysse, György Ligeti, David Lamelas, Daniel Buren, Carl Andre, Michael Heizer, Piero Manzoni.
- VH 101 numéro 2 - été 1970 :  La Théorie. Entretiens avec Roland Barthes, Pierre Bourdieu, Yona Friedman, Lucien Goldmann Claude Levy-Strauss, Jean-François Lyotard, Jean-Bertrand Pontalis, Olivier Revault d'Allonnes, Alain Robbe-Grillet, Phillippe Sollers, Vasarely.
- VH 101 numéro 3 - automne 1970 : Art Conceptuel. Robert Barry, Mel Bochner, Alain Kirili, Joseph Kosuth, David Lamelas, Lawrence Weiner, Marcel Duchamp, Yves-Alain Bois, Jasper Johns, Otto Hahn, Villeglé, Emile Copferman.
- VH 101 numéro 4 - hiver 1970-1971 : Musique Contemporaine. Pierre Boulez, John Cage, Philip Glass, La Monte Young, Steve Reich, Karlheinz Stockhausen.

Direction : Otto Hahn.
Éditions Françoise Esselier.
Secrétaire de rédaction : Brigitte Devismes.
Couverture : Yvaral.

### Vie privée
Otto Hahn épouse Nicole en 1975. Le couple aura trois enfants : Tristan, Merlin et Clarisse Hahn.

## Publications
- Sonderborg (english text), Abrams, New York.First edition. (Art Now series) 1964
- Sonderborg (texte en français), Tisné, 1962.
- Martial Raysse ou l'obsession solaire, catalogue galerie Alexandre Iolas, Paris, Genève, New York, 1965.
- Masson, (english text), Abrams, New York, 1965
- Masson, (texte en français), Tisné, Paris 1966
- Portrait d'Antonin Artaud, Le Soleil Noir, 1968
- Vasarely, 1930-1970, Hazan, 1970
- Warhol, Hazan, 1972
- Arman, ed. Hazan, 1972
- Yvaral, Le Musée de Poche, 1974
- La poursuite du vent avec Claire Goll, Éditions Orban, 1976
- Le musée imaginaire de Vasarely, Duculot, 1978
- Les Sept vies de César, Favre, 1988
- Les frères Di Rosa, Wolf Schulz Gallery, 1988
- Daniel Spoerri, coll. La Création contemporaine, Flammarion, 1990
- Hervé Di Rosa & Richard Di Rosa, Les Presses du Languedoc, 1990  (ISBN 978-2-8599-8082-5)
- Mémoires accumulés, Entretiens avec Arman, Belfond, 1992
- Avant-garde : théorie et provocation, éd. Jacqueline Chambon, Collection dirigée par Anne Tronche, 1992
- César, compressions, La Différence, 1992
- Voyage à trois : Enrico Baj, Hervé Di Rosa, Richard Di Rosa, Éditeur Au Même Titre, 2000

## Commissaire d'exposition
- « Art Objectif », galerie Stadler, 1967
- « Statements New York 82. Leadinq contemporary artists from France », New York, 1982
- « 5/5 Figuration libre, France/USA », Musée d'Art moderne de Paris, 1985